# Język gotlandzki
Język gotlandzki – rodzimy język ludności zamieszkującej szwedzką wyspę Gotlandię.

## Historia i geografia
Wywodzi się z języka starogotlandzkiego. Do ok. 1600 r. był językiem mówionym i pisanym, ale obecnie ma właściwie tylko formę mówioną, przemieszaną ze słownictwem szwedzkim, duńskim i niemieckim. Ze względu na pochodzenie z dialektów starogotlandzkich języka staronordyckiego nie wydaje się słusznym uznanie języka gotlandzkiego za dialekt szwedzkiego. Znajomość gotlandzkiego (Gutamål/Gutniska) jest stosunkowo słaba, zarówno wśród Gotlandczyków, jak i innych Szwedów. Mówi się nim głównie w południowej części wyspy oraz w niektórych częściach Fårö.

## Dialekty
Gotlandzki występuje w dwóch wariantach:
- gotlandzki prowincjonalny
- faroymal – forma uważana za bardziej archaiczną

## Gramatyka
Jedną z cech gotlandzkiego jest zachowanie staronordyckich dyftongów jak ai (jak np. w stain – „kamień“; porównaj ze szwedzkim sten).  Istnieje również tryftong, którego nie ma w innych językach nordyckich – iau (np. skiaute/ skiauta vs. szwedzki skjuta – „strzelać”).

## Porównanie z innymi językami germańskimi
| znaczenie polskie | angielski | niderlandzki  | niemiecki | duński       | norweski (bokmål) | norweski (nynorsk)          | jämtlandzki | szwedzki | gotlandzki      | farerski   | islandzki |
| ----------------- | --------- | ------------- | --------- | ------------ | ----------------- | --------------------------- | ----------- | -------- | --------------- | ---------- | --------- |
| oko               | eye       | oog           | Auge      | øje          | øye               | auge/auga                   | aaug        | öga      | auge/auga       | eyga       | auga      |
| słyszeć           | hear      | horen         | hören     | høre         | høre              | høyre/høyra                 | höör        | höra     | hoyre/hoyra     | hoyra      | heyra     |
| spać              | sleep     | slapen        | schlafen  | sove         | sove              | sove/sova                   | sava        | sova     | sive/siva       | sova       | sofa      |
| zło               | evil      | euvel (kwaad) | Übel      | ond          | ond               | vond                        | ful         | ond      | aumbr           | óndur      | vondur    |
| statek            | ship      | schip         | Schiff    | skib         | skip              | skip                        | skepp       | skepp    | skip            | skip       | skip      |
| śpiewać           | sing      | zingen        | singen    | synge/sjunge | synge             | syngje/syngja               | sjoong      | sjunga   | singe/singa     | syngja     | syngja    |
| wysoki            | high      | hoog          | hoch      | høj          | høy               | høg                         | höyg        | hög      | haug            | høgur/háur | hár       |
| prawy             | right     | rechts        | rechts    | højre        | høyre             | høgre                       | höger       | höger    | hygar           | høgra      | hægri     |
| łódź              | boat      | boot          | Boot      | båd          | båt               | båt                         | båut        | båt      | bat             | bátur      | bátur     |
| ponad             | over      | over          | über      | over         | over              | over/yver                   | omma        | över     | yvar            | yvir       | yfir      |
| strzelać          | shoot     | schieten      | schießen  | skyde        | skyte             | skyte/skyta / skjote/skjota | skjuut      | skjuta   | skiaute/skiauta | skjóta     | skjóta    |